# Meno-Mene
Meno-Mene, ook Centraal-Sasak, Menu-Meni, Menó-Mené of Meno-Mené, is het centrale dialect van het Sasak, een Bali-Sasaktaal gesproken in Indonesië.

## Woordenschat en grammatica
Typerend voor het Meno-Mene is het ontbreken van het voor Bali-Sasaktalen typische werkwoordsuffix -in. Het woord lai daarentegen komt uitsluitend voor in het Meno-Mene en Simon Musgrave van de Universiteit van Melbourne deed er uitgebreid onderzoek naar.

## Classificatie
- Austronesische talen
  - Malayo-Polynesische talen
    - Bali-Sasaktalen
      - Sasak
        - Meno-Mene

## Belangrijke noot
Het is mogelijk dat Menu-Meni en Meno-Mene verschillende dialecten zijn.
Kuto-Kute · Meno-Mene · Ngeno-Ngene · Ngeto-Ngete · Meriaq-Meriku
Balinees · Sasak · Soembawarees